# Philodromus xerophilus
Philodromus xerophilus là một loài nhện trong họ Philodromidae.
Loài này thuộc chi Philodromus. Philodromus xerophilus được miêu tả năm 2008 bởi Szita & Dmitri Viktorovich Logunov.